# (1972) Yi Xing
(1972) Yi Xing (aussi nommé 1964 VQ1) est un astéroïde de la ceinture principale, découvert le 9 novembre 1964 à l'observatoire de la Montagne Pourpre, en Chine. 
Il a été nommé en hommage à Yi Xing, astronome chinois.